# Gustav Frenssen

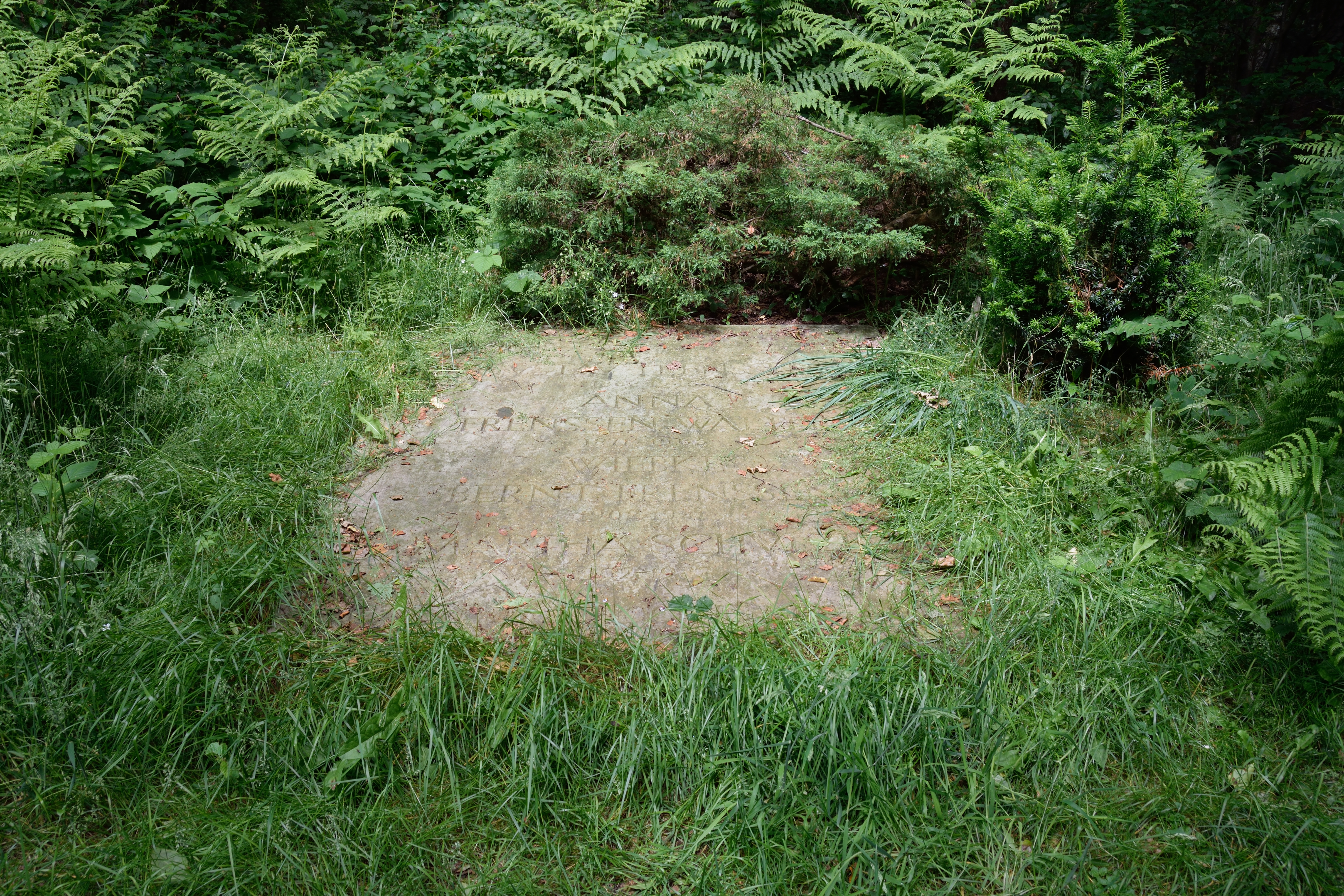
Grab auf dem Wodansberg

Gustav Frenssen (19 octobre 1863 à Barlt, duché de Holstein - 11 avril 1945 à Barlt) est un romancier allemand, auteurs de romans marqués par le patriotisme allemand et le régionalisme (courant littéraire dit Heimatkunst). Ses livres parus après 1933 peuvent presque tous être considérés comme « de la propagande nazie du plus bas étage ».
Après des études de théologie, il est pasteur de deux villages de 1890 à 1902. Le grand succès que rencontre son roman Jörn Uhl en 1901 lui permet de se consacrer entièrement à la littérature. Par la suite, il abandonne le christianisme au profit d'un néopaganisme mieux en accord avec sa vision raciste du monde. En 1940, dans Recht oder Unrecht: Mein Land, il prend la défense de la politique menée par l'Allemagne au début de la Seconde Guerre mondiale.

## Jeunesse
Né à Barlt, il est le fils du maître ébéniste Hermann Frenssen (1829-1919) et de son épouse, née Amélie Hansen (1827-1897). Après l'école primaire il fréquente d'abord le gymnasium de Meldorf, où il a comme condisciple Adolf Bartels qui devait devenir historien de la littérature et antisémite ; par la suite, ses mauvais résultats scolaires le contraignent à aller au gymnasium de Husum. Une fois obtenue sa maturité, en 1886, il commence à étudier la théologie aux universités de Tübingen, Berlin et Kiel, pour devenir en 1890 deuxième pasteur à Hennstedt et enfin en 1892 pasteur à Hemme. En 1890, il épouse Anna Walter, la fille d'un enseignant. Il voit de ses propres yeux les bouleversements que l'industrialisation apporte avec elle dans les régions rurales du Holstein.

## Débuts dans la littérature et succès
En 1896, il publie sa première œuvre importante, Die Sandgräfin. En 1901, il publie son roman d'initiation Jörn Uhl, qui connaît un succès inattendu. Édité à plusieurs millions d'exemplaires, cet ouvrage, qui jusqu'à présent reste le plus connu de ses livres, lui permet de renoncer à son poste de pasteur en 1902 et de vivre de sa plume. En 1903, il reçoit de l'Université de Heidelberg le titre de docteur honoris causa en théologie. Suivent d'autres livres : en 1905 Hilligenlei, nouveau grand succès de librairie ; en 1906 Peter Moors Fahrt nach Südwest sur la guerre d'extermination contre les Hereros dans ce qui est alors le Sud-Ouest africain allemand. Ce roman ouvertement raciste devient un autre best-seller : Frenssen est alors l'un des « écrivains coloniaux » les plus appréciés. Avant 1914, il est proposé à plusieurs reprises comme candidat pour le Prix Nobel de littérature. Ses ouvrages atteignent un tirage total de près de trois millions d'exemplaires. Son ancien camarade de classe Adolf Bartels est cependant l'un de ceux qui le critiquent le plus sévèrement : il considère ses premiers travaux comme le fruit d'une imagination éloignée de la réalité, et juge dangereuses ses conceptions religieuses.

## Du national-libéralisme au national-socialisme
L'attitude politique de Frenssen pendant l'Empire allemand peut se définir par la notion de protestantisme national. En 1896 il adhère à l'Association nationale-sociale de Friedrich Naumann, et y reste jusqu'à sa dissolution en 1903. Tout comme Naumann, il se prononce en faveur des colonies allemandes, et déjà, avant Hans Grimm et Adolf Bartels, il utilise dans son roman Die drei Getreuen (1898) l'expression « peuple sans espace » (Volk ohne Raum). Il s'intéresse aux essais traitant des races humaines d'un point de vue biologique.
Gustav Frenssen vit de 1902 à 1906 à Meldorf, et par la suite à Blankenese, jusqu'en 1919. En 1919, il revient dans sa ville natale de Barlt. Comme la plupart des Dithmarses de son temps, il allie dans son esprit nationalisme et libéralisme et, au début, ne refuse pas la République de Weimar, qualifiant Walther Rathenau de « tête la plus distinguée de l'Europe », avant de se détourner bientôt de lui. À partir de 1923 les œuvres de Frenssen laissent constater chez lui un antisémitisme croissant.
En 1926, il publie son ouvrage-fleuve Otto Babendiek, dans lequel il traite, entre autres, de ses souvenirs d'enfance et du temps où il était à l'école. Pour l'élection présidentielle de 1932, il se prononce en faveur d'Adolf Hitler. Après que celui-ci a pris le pouvoir, il soutient ouvertement le parti nazi et signe en 1933 la Gelöbnis treuester Gefolgschaft, promesse solennelle des disciples les plus fidèles d'Hitler. Il approuve en 1938 l'exclusion des Juifs et soutient l'euthanasie.
Après l'arrivée des nazis au pouvoir, la popularité de Frenssen grandit encore dans le monde littéraire allemand ; il est nommé sénateur honoraire de l'Association des écrivains allemands du Reich (Reichsverband Deutscher Schriftsteller). Il est membre du comité directeur du Cercle des poètes d'Eutin, fondé en 1936, l'un des plus importants groupes d'auteurs dans l'Allemagne nazie. En 1936 paraît son livre Der Glaube der Nordmark (La foi de la Marche du Nord), qui marque sa rupture définitive avec la religion chrétienne. L'image chrétienne de l'homme est en conflit radical avec les conceptions nationalistes et racistes de Frenssen, en sorte que désormais il préconise au contraire une sorte de paganisme nordique. On y voit aussi son rejet de la morale sexuelle conservatrice et bourgeoise. 1937 voit la publication de Vorland. Grübeleien où il se prononce en faveur d'une politique nationale-socialiste d'euthanasie. En 1938, il est distingué par Hitler et publie Der Weg unseres Volkes (La Voie de notre peuple).

## Ses dernières années
En 1940 paraît son autobiographie Lebensbericht (Histoire d'une vie), marquée par l'hostilité aux grandes villes, l'anti-intellectualisme et l'antisémitisme, ainsi que Recht oder Unrecht – mein Land! (Raison ou tort, c'est mon pays), où il défend la politique de l'Allemagne. Son dernier livre, Lebenskunde (Science de la Vie) a été publié en 1942 et aborde de façon répétée le thème de l'élevage humain. Dans les dernières années de la guerre, il travaille surtout pour la radiodiffusion et le service de presse du Reich et du parti nazi.
Après sa mort en 1945, Frenssen tombe largement dans l'oubli. Dans la zone d'occupation soviétique (plus tard République démocratique allemande), nombre de ses œuvres sont mises sur une liste noire (la Liste der auszusondernden Literatur, où l'on trouve aussi des commentaires à son sujet, Der Glaube der Nordmark d'Albert Meerkatz et Gustav Frenssen. Entfaltung eines Lebens (Gustav Frenssen. Déroulement d'une vie) de Numme Numsen. (1938),.
Parmi les commentateurs récents de son œuvre, on peut noter en particulier l'essai d'Arno Schmidt sur Frenssen dans sa description théâtrale Ein unerledigter Fall – Zum Hundertjährigen Geburtstag von Gustav Frenssen (Un procès toujours en cours – Le centenaire de Gustav Frenssen). Il voit en Frenssen un représentant exemplaire de l'anti-modernisme littéraire et social. Outre ces questions d'histoire de la littérature allemande qui occupent principalement les milieux universitaires, Frenssen embarrasse surtout les hommes politiques locaux qui ne savent trop que faire des rues Gustav-Frenssen.

## Œuvres

### Essais
- Dorfpredigten (recueils de sermons, 1899-1902)
- Grübeleien (Observations, en trois volumes)
- Otto Babendiek, 1926 (autobiographie)
- Recht oder Unrecht: Mein Land, 1940

### Romans
- Die Sandgräfin, 1896
- Die drei Getreuen, 1898
- Eine Handvoll Gold, 1901
- Jörn Uhl, 1901 (traduit en français, Paris, Albin Michel, 1943)
- Hilligenlei, 1905
- Peter Moor's Fahrt nach Süd-West, 1906
- Das Leben des Heilandes, 1907
- Klaus Henrich Baas, 1909
- Der Untergang der Anna Hollmann, 1911 (traduit en français : Le Naufrage de l'Anna-Hollmann, Paris, Albin Michel, 1942)
- Die Briider, 1918
- Der Pastor von Poggsee, 1921
- Dummhans, 1929
- Der brennende Baum, 1931

### Théâtre
- Das Heimatsfest, 1903
- Sönke Erichsen, 1912